# 雲林縣褒忠鄉龍巖國民小學
雲林縣褒忠鄉龍巖國民小學（簡稱龍巖國小；「龍巖」亦作「龍岩」）是中華民國雲林縣褒忠鄉一所公立國民小學，創立於1936年4月。該校為縣立國小，主管單位是雲林縣政府教育處。現任校長為胡文仲。

## 歷史
龍巖糖廠在台灣日治時期1935年開始營運後，臺灣總督府在1936年1月批准於廠址附近設立龍巖尋常小學校，同年4月正式設立，招收日人子弟46名:72。這間當時被視為專供日籍學生就讀的「明星學校」，即為龍巖國小的前身。1941年4月1日，配合日台共學政策變革，學校改制為龍巖國民學校，當時地址是臺南州虎尾郡土庫龍巖32番地。
1945年8月，日本政府宣布無條件投降，第二次世界大戰結束。同盟國委由中國戰區司令蔣中正接受臺、澎的日本軍隊投降，中華民國國民政府於是派員接管臺、澎。當年12月，臺南州接管委員會派黃如山接收龍巖國民學校。1946年4月，校名改為臺南縣虎尾區土庫鎮第五國民學校。:7210月行政區劃重劃，該校所在位置由土庫鎮拆分出的褒忠鄉管轄，改編褒忠鄉第二國民學校，1947年1月改稱龍岩國民學校。1968年配合九年國民義務教育實施，初級中學納入義務教育行列，遂由國民學校改制為國民小學。

## 校園
龍巖國小前校長林俊傑認為，學校環境猶如「森林公園」。該校推動過「植樹月」活動，學童一人種一棵樹，希望打造生態園林。

## 學生
在龍巖糖廠帶動地方經濟發展下，鄰近職員眷舍區域人口超過30,000人，該校學生數曾多達2,000餘人:123，如今已減少許多。學區家長多務農或打零工，少數在六輕工作，平均社經地位較低，全校弱勢學童比例約佔54.7%。2021年3月，該校統計學生數42名，隔代教養、單親及新移民等弱勢家庭兒童約占7成。

## 活動
近年，該校發展棒球、有氧跆拳、傳統陣頭「花鼓陣」、直笛隊等學生才藝活動。
花鼓陣是龍巖國小的特色，傳說由鄭成功練兵演化而來，曾經結合有氧跆拳道，赴臺北總統府前廣場表演。

## 外部連結
- 學校網站 （页面存档备份，存于）